# Лорі Меткалф
Лора Елізабет «Лорі» Меткалф (англ. Laura Elizabeth «Laurie» Metcalf; нар. 16 червня 1955, Карбондейл, Іллінойс) — американська акторка. Триразова лауреатка премії «Еммі», лауреатка премії «Тоні», дворазова номінантка на премію «Золотий глобус», номінантка на премію «Оскар» як «найкраща акторка другого плану» та володарка премії «Бостонської асоціації кінокритиків» у номінації «найкраща акторка другого плану» за роль Меріон Макферсон в трагікомедійному фільмі «Леді-Птаха» (2017).

## Життєпис
Лорі Меткалф найстарша дитина в родині, вона була вихована в Едвардсвіллі, штат Іллінойс. Батько Меткалф був директором з питань бюджету Південного університету Іллінойсу-Едвардсвілля, а мати працювала бібліотекарем. ЇЇ двоюрідна бабуся — драматург і володарка Пулітцерівської премії Зої Акінс. У 1976 році закінчила Університет штату Іллінойс.
Вона почала свою кар'єру в театрі «Steppenwolf» і часто виступала у театрі в Чикаго, у 1983 р. зіграла в спектаклі «Бальзам у Гаадалі». Відома за фільмами «Відчайдушно шукаю Сьюзен», «Дядечко Бак», «Внутрішнє розслідування», «Район «Пасифік-Гайтс»», «Джон Ф. Кеннеді. Постріли в Далласі», «Небезпечна жінка», «Покидаючи Лас-Вегас», «Крик 2» і «Секрет Робінсонів». Меткалф також озвучила пані Девіс у серії мультфільмів «Історія іграшок».

## Фільмографія
| Рік       |    | Українська назва                    | Оригінальна назва     | Роль                                      |
| --------- | -- | ----------------------------------- | --------------------- | ----------------------------------------- |
| 2018      | с  | Супердівчина                        | Supergirl             | Мері Макґовен                             |
| 2018      | с  | Коннерс                             | The Conners           | Джекі Гарріс                              |
| 2017      | ф  | Леді-Птаха                          | Lady Bird             | Меріон Макферсон                          |
| 2011      | мф | Гоп                                 | Hop                   | озвучення                                 |
| 2010      | мф | Історія іграшок 3                   | Toy Story 3           | місіс Девіс                               |
| 2007—2014 | с  | Теорія великого вибуху              | The Big Bang Theory   | Мері Купер                                |
| 2007      | ф  | Крута Джорджія                      | Georgia Rule          | Пола                                      |
| 2007      | мф | Секрет Робінсонів                   | Meet the Robinsons    | Люсіль Гаррінґтон                         |
| 2006      | с  | Відчайдушні домогосподарки          | Desperate Housewives  | Керолін Біґсбі                            |
| 2006      | с  | Анатомія Ґрей                       | Grey's Anatomy        | Беатріс Карвер                            |
| 2006      | с  | Монк                                | Monk                  | Кора Літтл                                |
| 2004      | с  | Малкольм у центрі уваги             | Malcolm in the Middle | Сьюзен                                    |
| 2002      | мф | Планета скарбів                     | Treasure Planet       | Сара Гокінс                               |
| 1999      | мф | Історія іграшок 2                   | Toy Story 2           | місіс Девіс                               |
| 1997      | ф  | Крик 2                              | Scream 2              | Дебі Солт                                 |
| 1997      | мф | Життя з Луї                         | Life with Louie       | міс Кінні                                 |
| 1997      | ф  | Поворот                             | U Turn                | працівниця автовокзалу                    |
| 1997      | мф | Король гори                         | King of the Hill      | Сіссі Кобб                                |
| 1997      | ф  | Пекельне таксі                      | Chicago Cab           | пристав                                   |
| 1995      | мф | Історія іграшок                     | Toy Story             | місіс Девіс                               |
| 1995      | ф  | Залишаючи Лас-Вегас                 | Leaving Las Vegas     | господиня                                 |
| 1993      | ф  | Мить                                | Blink                 | Кендіс                                    |
| 1991      | ф  | Джон Ф. Кеннеді. Постріли в Далласі | JFK                   | С'юзі Кокс, помічниця окружного прокурора |
| 1990      | ф  | Внутрішнє розслідування             | Internal Affairs      | Емі Воллес                                |
| 1989      | ф  | Дядечко Бак                         | Uncle Buck            | Марсі Далґрен-Фрост                       |
| 1988—1997 | с  | Розанна                             | Roseanne              | Джекі Гарріс                              |
| 1988      | ф  | Льодяникова гора                    | Candy Mountain        | Аліса                                     |
| 1981      | с  | Суботнього вечора в прямому ефірі   | Saturday Night Live   | репортерка                                |
| 1978      | ф  | Весілля                             | A Wedding             | покоївка                                  |